# Тихий Іван Антонович
Іван Антонович Тихий (нар. 10 січня 1927 — пом. 27 червня 1982) — радянський маляр. Член Спілки радянських художників України. Заслужений діяч мистецтв Української РСР (1964), доцент (1967).

## Життєпис

Могила Івана Тихого, Байкове кладовище

Народився у смт Савинці Харківської області. Закінчив Київський художній інститут (1953), з 1964 викладав у ньому. Учень професорів Сергія Григор'єва та Володимира Костецького.
Працював у галузі станкового малярства.
Твори:
- «Щасливий батько» (1951),
- «Материнство» (1957),
- «Лелеки» (1960),
- «На Тарасовій горі» (1963),
- «Жменя землі» (1967),
- «В Смольний» (1970).

Помер у 55-річному віці 27 червня 1982 року. Похований у колумбарії Байкового кладовища (50°25′4.80″ пн. ш. 30°30′12.80″ сх. д. / 50.4180000° пн. ш. 30.5035556° сх. д.).

### Родина
- Дружина — художниця Ніна Божко (нар. 1928).
  - Син — художник Олександр Тихий (1962—2021[4]).